# 华丽熊蜂
华丽熊蜂（学名：Bombus superbus），蜜蜂科熊蜂属的一种，分布于中国青藏高原海拔4800—5220米的高山草原地带，是中国特有种。本种于2023年被收录入《有重要生态、科学、社会价值的陆生野生动物名录》。